# Pristipomoides zonatus
Pristipomoides zonatus là một loài cá biển thuộc chi Pristipomoides trong họ Cá hồng. Loài này được mô tả lần đầu tiên vào năm 1830.

## Từ nguyên
Tính từ định danh zonatus trong tiếng Latinh mang nghĩa là "có dải sọc", hàm ý đề cập đến các dải sọc vàng ở hai bên thân của loài này.

## Phạm vi phân bố và môi trường sống
P. zonatus có phân bố rộng khắp khu vực Ấn Độ Dương - Thái Bình Dương, từ Đông Phi trải dài về phía đông đến quần đảo Hawaii, quần đảo Marquises và đảo Tahiti, giới hạn phía bắc đến Nam Nhật Bản, phía nam đến Úc và đảo Lord Howe. Những cá thể lang thang đã được ghi nhận tại quần đảo Galápagos ở Đông Thái Bình Dương.
P. zonatus sống tập trung trên các rạn san hô ở độ sâu khoảng từ 70 đến ít nhất là 300 m.

## Mô tả
Chiều dài cơ thể lớn nhất được ghi nhận ở P. zonatus là 57,5 cm, nhưng phổ biến hơn với chiều dài khoảng 35 cm. Cá có màu hồng đỏ với các dải sọc vàng ở hai bên thân. Vây lưng và vây đuôi màu vàng, các vây khác màu hồng như thân.
Số gai ở vây lưng: 10; Số tia vây ở vây lưng: 10–11; Số gai ở vây hậu môn: 3; Số tia vây ở vây hậu môn: 8; Số tia vây ở vây ngực: 15–16; Số vảy đường bên: 63–67.

## Sinh thái
P. zonatus là những loài cá nhỏ, động vật giáp xác và động vật thân mềm. Tuổi thọ cao nhất được ghi nhận ở loài này là 30 năm.

## Thương mại
P. zonatus là loại cá thực phẩm được đánh giá là có thịt ngon. Đây là một trong những loài chính yếu trong nghề đánh bắt xa bờ ở Hawaii.